# Ramón Eguiazábal Berroa
Ramón Eguiazábal Berroa   (Irun, 14 d'abril de 1896 - Lió, 1939) fou un futbolista basc, guanyador d'una medalla olímpica.

## Biografia
Va néixer el 14 d'abril de 1896 a la ciutat d'Irun, població situada a Guipúscoa.
Va morir en una data sense determinar de 1939 a la ciutat de Lió (França).

## Carrera esportiva

### Trajectòria per clubs
Fou membre del Reial Club Deportiu Espanyol de Barcelona la temporada 1918-1919, moment en el qual passà a formar part del primer equip del Real Unión Club de Irun, amb el qual aconseguí guanyar dues Copes d'Espanya els anys 1918 i 1924.

### Trajectòria amb la selecció espanyola
Va participar en els Jocs Olímpics d'Estiu de 1920 realitzats a Anvers (Bèlgica) amb la selecció espanyola, on va jugar tres partits i aconseguí guanyar la medalla de plata en el campionat olímpica. En finalitzar els Jocs no tornà a ser seleccionat.